# Werner Wolff
Werner Wolff (28 de noviembre de 1922 – 19 de marzo de 1945) fue un Obersturmführer de las SS que perteneció a la 1. División Panzer SS Leibstandarte Adolf Hitler de las Waffen-SS, que se adjudicó la Cruz de Caballero de la Cruz de Hierro. 
Wolff fue galardonado con la Cruz de Caballero el 7 de agosto de 1943, mientras servía como Ayudante de Joachim Peiper en el 2º Batallón del Regimiento de Granaderos Panzer SS. Peiper recomendó a Wolff por sus acciones después de que el tomó el mando del 13º Leibstandarte Adolf Hitler, a raíz de las heridas que sufrió su comandante durante la Batalla de Kursk, a principios de julio detuvo el ataque de un grupo de tanques ruso. Wolff destruyó varios tanques solo y se negó a entregarse y rendirse en el campo de batalla frente al ataque ruso.
En noviembre de 1943 Wolff recibió un disparo en el muslo y debieron de amputarle la pierna. Sin embargo, cuando llegó la orden médica para operarle, Wolff mostró su pistola y le advirtió al médico que no estaba dispuesto a perder una pierna, llegando incluso a disparar al suelo como advertencia. Wolff tuvo luego una recuperación completa. 
En la campaña de Normandía, sus acciones fueron especialmente distinguidas durante la defensa de Tilly, fue galardonado con la Lista de Honor de cierre del Ejército de la Wehrmacht como resultado de sus acciones. 
Wolff resultó muerto durante la Ofensiva del Lago Balatón, en Hungría el 19 de marzo de 1945.